# アルベール・ロビダ
アルベール・ロビダ（Albert Robida, 1848年3月14日 - 1926年10月11日）は、フランスのイラストレーター、版画家、風刺画家、ジャーナリスト、小説家。

## 略歴
フランス北部のコンピエーニュで指物師の息子として生まれた。初め公証人として働き始めるが、仕事よりも風刺画に熱中する。この時期の習作が偶然アレクサンドル・デュマらに注目され、1866年に18歳で"Journal Amusant"（ジュルナル・アミュザン、意：愉快新聞）からデビュー。その後も各誌に戯画を寄稿した。1880年に編集者ジョルジュ・ドゥコー（George Decaux）と共に風刺専門の週刊新聞"La Caricature"（ラ・カリカテュール、意：風刺画）を創刊。以降12年のあいだ編集長を務め、カラン・ダッシュ（Caran d'Ache）、ルイ・モラン（Lous Morin）、フェルディナン・バック（Ferdinand Bac）、ジョブ（Job）、モーリス・ラディゲ（Maurice Radiguet。レイモン・ラディゲの父）らの新人を世に送り出した。彼は旅行ガイドや、ヴィヨン、ラブレー、セルバンテス、ジョナサン・スウィフト、シェイクスピア、オノレ・ド・バルザック（『風流滑稽譚』）ら著名作家の小説や『千夜一夜物語』といった歴史的作品の挿絵を描いた。彼の人気は第一次大戦後には陰りを見せた。ヌイイ＝シュル＝セーヌで没。

## 小説家として
ロビダは、自らの挿絵を豊富に含んだSF的な作品群により、小説家としても著名である。最初の成功作"Voyages très extraordinaires de Saturnin Farandoul" (1879) （サトゥルナン・ファランドゥールの全く以って驚異的な旅行）は、ヴェルヌのパロディ作品で、後に映画化もされた。"Le Vingtième Siècle" (1883)『20世紀』、"La Guerre au vingtième siècle" (1887)（20世紀の戦争）、"Le Vingtième Siècle. La vie électrique" (1890) （20世紀、電気の生活）という未来予測小説の三部作も有名である。これらは彼を「もう一人のジュール・ヴェルヌ」と呼ばしめたが、彼の作品はしばしばヴェルヌよりも奇抜であった。ヴェルヌとは違い、ロビダは新発明をあくまで未来の日常生活の一環として描き、マッド・サイエンティスト絡みの冒険譚を書くことはなかった。彼はまた科学技術の進歩だけでなく、それによる社会の進歩についても（なかなか正確に）予見している。例えば女性の社会的権利拡張（ズボンの着用、喫煙、女性医師・弁護士の出現）、大衆の観光旅行、環境汚染などが描かれた。また1869年のバンド・デシネ"La Guerre au vingtième siècle, campagne de Jujubie"（20世紀の戦争、ジュジュビー作戦）では、近代戦を予測し、早くも自律式誘導ミサイルや毒ガスを描いた。彼はテレビないしテレビ電話のような発明「テレフォノスコープ」も作中に登場させている。壁に掛かったディスプレイでいつでも最新のニュースや劇、また裁判や会議が見られる様子が作中で描写された。
彼の著作は単に予見において優れているだけでなく、"L'Horloge des siècles"（諸世紀の時計）はパラダイムの変更を迫るものでありフィリップ・K・ディックの長編小説『逆まわりの世界』のような作品の先触れである、との評もある。フランスのSF評論家ジャック・サドゥール（Jacques Sadoul）は、時間逆転現象と社会変革を扱った本作をロビダの代表作だと評価している。
ロビダの作品は、日本には明治時代に紹介されている（最初の紹介は"Le Vingtième Siècle"の翻訳『第二十世紀未来誌』で、本国での出版直後の1883年（明治16年）に刊行。数年内に数種の異訳も出た）。その後は大正、昭和と長らく翻訳が途絶えたが、2007年（平成19年）に『絵で見るパリモードの歴史』（"Mesdames nos aieules"）および"Le Vingtième Siècle"の新訳『20世紀』が相次いで刊行された。

## 著作リスト

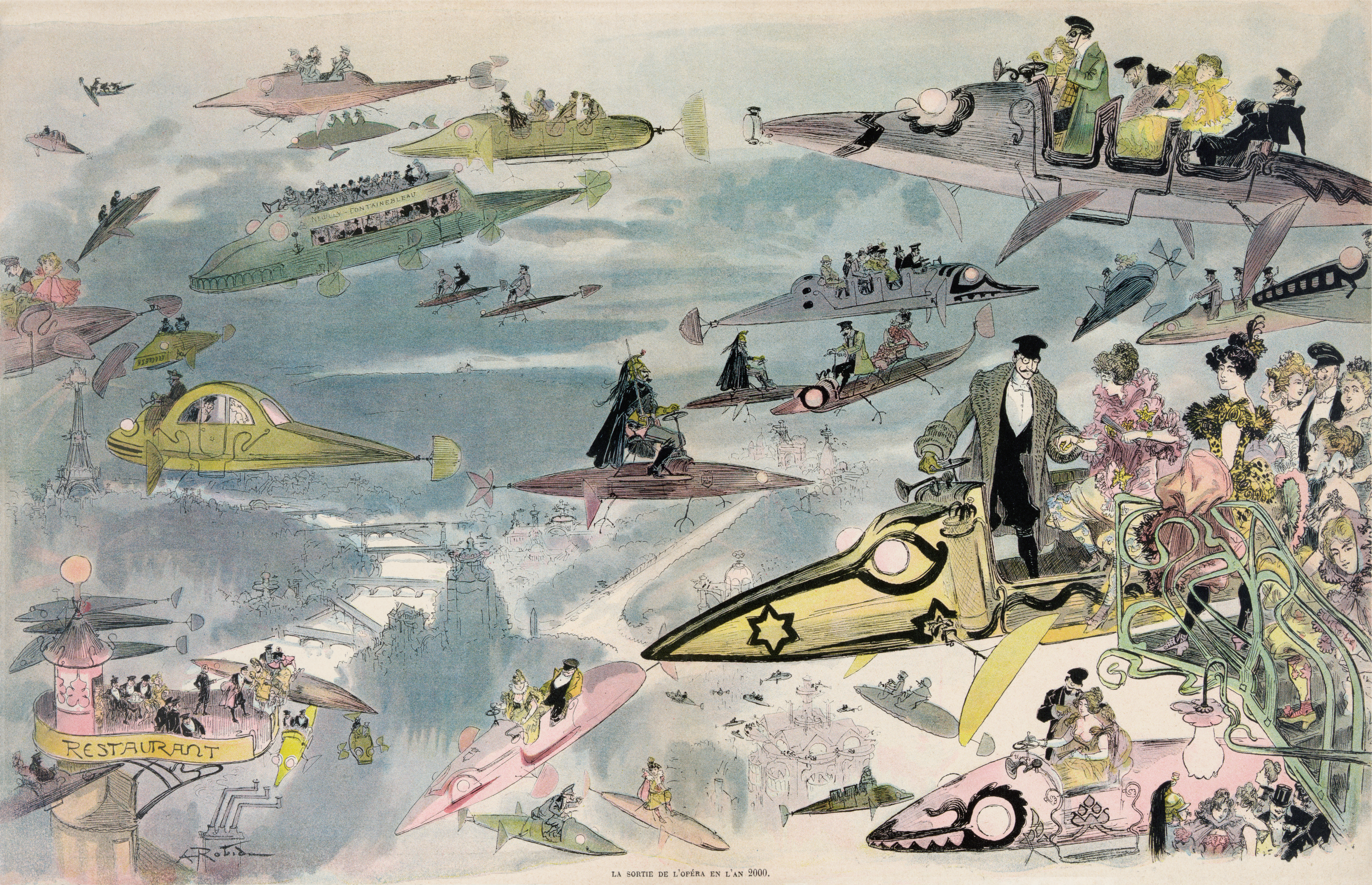
1882年の作品（1902年頃デジタル修復）
“La Sortie de l'opéra en l'an 2000”
（2000年のオペラからの帰宅）
空飛ぶ車のようなものに乗る人々が描かれている

### 未来もの
- Le Vingtième Siècle, 1883
  - ロビダー『第二十世紀未来誌　開巻驚奇』 巻1、富田兼次郎・酒巻邦助 訳、稲田佐兵衛、1883年12月。NDLJP:893837。
  - 『世界未来記　社会進化』蔭山広忠 訳、春陽堂、1887年6月。NDLJP:897020。
  - ロビダー『第二十世紀　世界進歩』 全3冊、服部撫松 訳、岡島宝文館、1886-1888。NDLJP:893834 NDLJP:893835 NDLJP:893836。
  - 『20世紀』朝比奈弘治 訳、朝日出版社、2007年5月。ISBN 978-4-255-00388-7。
- La Guerre au vingtième siècle, 1887
- Le Vingtième Siècle. La vie électrique, 1890
- Voyage de fiançailles au XXe siècle
- Un chalet dans les airs

### その他
- L'Île de Lutèce : enlaidissements et embellissements de la Cité
- La Bête au bois dormant
- La Part du hasard
- Le Voyage de M. Dumollet
- Les Vieilles Villes d'Italie : notes et souvenirs
- Voyages très extraordinaires de Saturnin Farandoul
- La Grande Mascarade parisienne
- La Fin des Livres, avec Octave Uzanne
- Contes pour les bibliophiles, avec Octave Uzanne
- Les Vieilles Villes d'Espagne, notes et souvenirs
- Un caricaturiste prophète. La guerre telle qu'elle est
- 1430, les assiégés de Compiègne
- Paris de siècle en siècle ; le cœur de Paris, splendeurs et souvenir
- Le 19e siècle
- Les Escholiers du temps jadis
- Les Vieilles Villes d'Italie : notes et souvenirs
- Le Voyage de M. Dumollet
- L'Horloge des siècles, 1879
- Mesdames nos aieules : dix siècles d'élégance, 1891
  - 『絵で見るパリモードの歴史　エレガンスの千年』北澤真木訳、講談社〈講談社学術文庫〉、2007年1月。ISBN 978-4-06-159800-3。

## ギャラリー

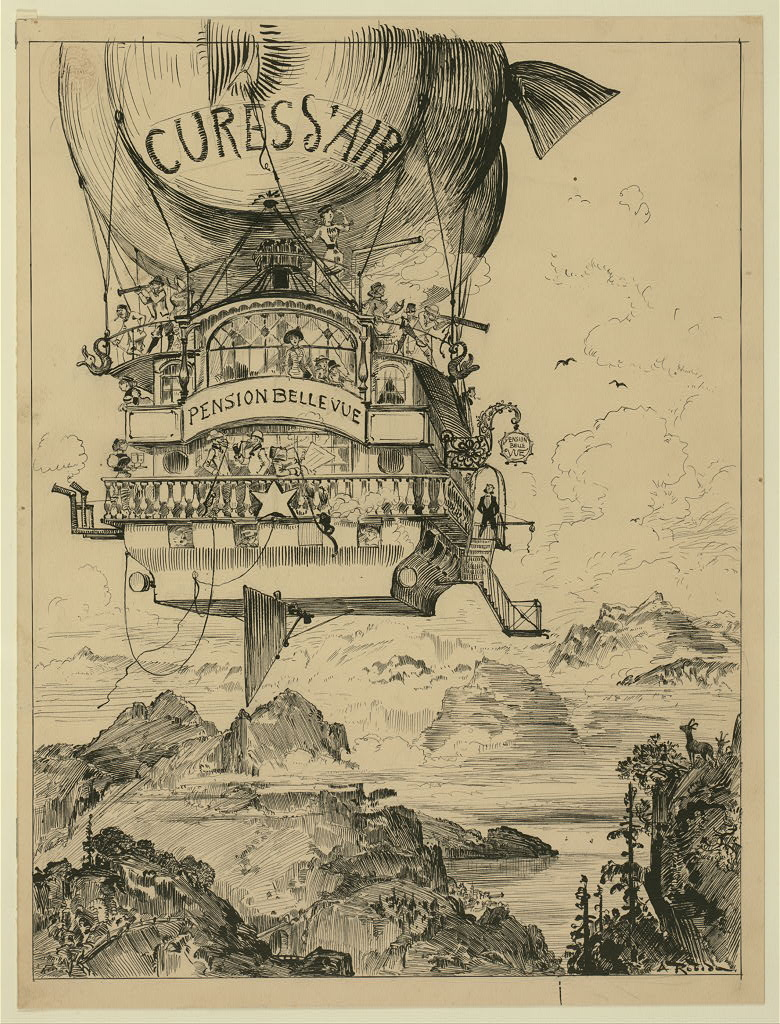
高山空気浴（『20世紀』挿絵）
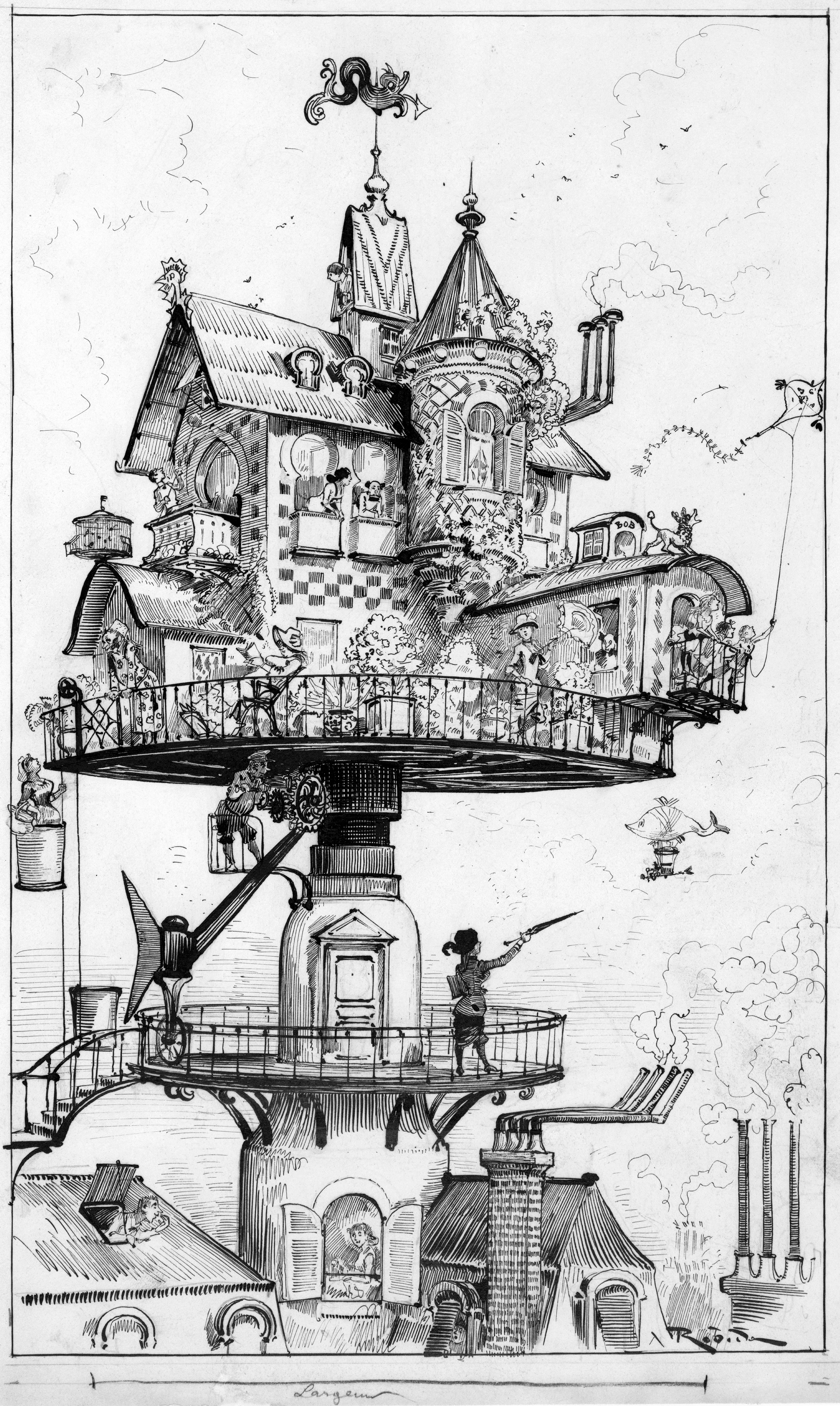
旋回住宅（『20世紀』挿絵）
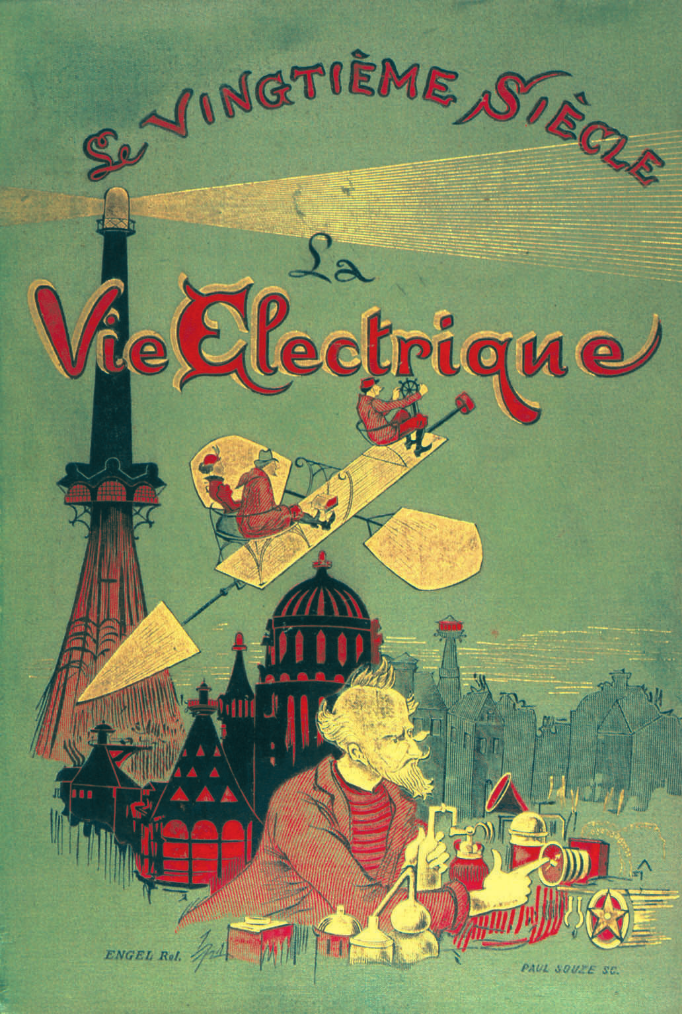
『20世紀、電気の生活』表紙